# Parastenocaris ranae
Parastenocaris ranae is een eenoogkreeftjessoort uit de familie van de Parastenocarididae. De wetenschappelijke naam van de soort is voor het eerst geldig gepubliceerd in 2000 door Stoch.